# Parafia Zesłania Ducha Świętego w Zielonym Gaju
Parafia Zesłania Ducha Świętego w Zielonym Gaju – rzymskokatolicka parafia znajdująca się w archidiecezji astańskiej, w dekanacie pietropawłowskim, w Kazachstanie.

## Historia
Zielony Gaj od swojego powstania 2 października 1936 zamieszkany był przez katolików, którzy byli zesłańcami polskiej i niemieckiej narodowości. W czasach komunizmu byli oni prześladowani, choć podczas odwilży w latach 1955–1959 we wsi funkcjonował kościół.
Budowę kościoła w Zielonym Gaju rozpoczęto w 1991, po upadku Związku Sowieckiego i zakończono ją w 1994. Od tego czasu w Zielonym Gaju funkcjonuje parafia. Po upadku komunizmu nastąpił masowy wyjazd osób narodowości niemieckiej i części Polaków. Obecnie parafia oprócz pełnienia funkcji religijnych jest ważnym ośrodkiem kultywowania języka i tradycji polskich.